# Diversidad alfa
En ecología, la diversidad alfa (α-diversidad) es la diversidad media de especies en un lugar a escala local. El término fue introducido por R. H. Whittaker junto con los términos diversidad beta (diversidad β) y diversidad gamma (diversidad γ). La idea de Whittaker era que la diversidad total de especies en un paisaje (diversidad gamma) está determinada por dos cosas diferentes, la diversidad media de especies en sitios a una escala más local (diversidad alfa) y la diferenciación entre esos sitios (diversidad beta).

## Consideraciones sobre la escala
Tanto el área o el paisaje de interés como los lugares que lo componen pueden tener tamaños muy diferentes en situaciones distintas, y no se ha llegado a un consenso sobre qué escalas espaciales son apropiadas para cuantificar la diversidad alfa. Por lo tanto, se ha propuesto que la definición de diversidad alfa no necesita estar vinculada a una escala espacial específica: la diversidad alfa puede medirse para un conjunto de datos existente que conste de subunidades a cualquier escala. Las subunidades pueden ser, por ejemplo, unidades de muestreo que ya se utilizaron sobre el terreno al realizar el inventario, o celdas cuadriculadas que se delimitan sólo con fines de análisis. Si los resultados se extrapolan más allá de las observaciones reales, hay que tener en cuenta que la diversidad de especies en las subunidades suele dar una subestimación de la diversidad de especies en zonas más amplias.

## Diferentes conceptos
Los ecólogos han utilizado varias definiciones ligeramente diferentes de la diversidad alfa. El propio Whittaker utilizó el término tanto para la diversidad de especies en una única subunidad como para la diversidad media de especies en un conjunto de subunidades. Se ha argumentado que es preferible definir la diversidad alfa como la media de todas las subunidades relevantes, porque concuerda mejor con la idea de Whittaker de que la diversidad total de especies está formada por componentes alfa y beta.
Las definiciones de diversidad alfa también pueden diferir en lo que suponen que es la diversidad de especies. A menudo, los investigadores utilizan los valores dados por uno o varios índices de diversidad, como la riqueza de especies (que es simplemente un recuento de especies), el índice de Shannon o el índice de Simpson (que tienen en cuenta también las abundancias proporcionales de las especies). Sin embargo, se ha argumentado que sería mejor utilizar el número efectivo de especies como medida universal de la diversidad de especies. Esta medida permite ponderar las especies raras y abundantes de diferentes maneras, al igual que hacen colectivamente los índices de diversidad, pero su significado es intuitivamente más fácil de entender. El número efectivo de especies es el número de especies igualmente abundantes necesarias para obtener la misma abundancia media proporcional de especies que la observada en el conjunto de datos de interés (donde puede que no todas las especies sean igualmente abundantes).

## Cálculo
Supongamos que la diversidad de especies se equipara con el número efectivo de especies, y la diversidad alfa con la diversidad media de especies por subunidad. Entonces, la diversidad alfa puede calcularse de dos maneras diferentes que dan el mismo resultado. La primera consiste en calcular una media generalizada ponderada de las abundancias proporcionales de las especies dentro de la subunidad y, a continuación, tomar la inversa de esta media. El segundo método consiste en calcular la diversidad de especies de cada subunidad por separado y, a continuación, obtener una media generalizada ponderada de las mismas.
Si se utiliza el primer enfoque, la ecuación es:
{\displaystyle {}^{q}\!D_{\alpha }={\dfrac {1}{\sqrt[{q-1}]{\sum _{j=1}^{N}{\sum _{i=1}^{S}p_{ij}p_{i|j}^{q-1}}}}}}
En la ecuación, N es el número total de subunidades y S es el número total de especies (riqueza de especies) en el conjunto de datos. La abundancia proporcional de la especie i en la subunidad j es {\displaystyle p_{i|j}}. Estas abundancias proporcionales se ponderan por la proporción de datos que cada subunidad aporta al conjunto de datos, {\displaystyle p_{ij}=m_{j}/m}, donde {\displaystyle m} es el número total de individuos del conjunto de datos, y {\displaystyle m_{j}} es el número total de individuos en la subunidad j. Por lo tanto, el denominador es igual a la abundancia media proporcional de las especies en las subunidades (media {\displaystyle p_{i|j}}) calculada con la media ponderada generalizada con exponente q - 1. 
Si se utiliza el segundo enfoque, la ecuación es:
{\displaystyle {}^{q}\!D_{\alpha }={\sqrt[{1-q}]{\sum _{j=1}^{N}w_{j}({}^{q}\!D_{\alpha j})^{1-q}}}}
This also equals a weighted generalized mean but with exponent 1 - q, aquí se toma la media de los valores qDαj, cada uno de los cuales representa la densidad efectiva de especies (diversidad de especies por subunidad) en una subunidad j. El peso nominal de la subunidad j es {\displaystyle w_{j}}, que equivale a la proporción de datos que la subunidad aporta al conjunto de datos.
Valores grandes de q conducen a una menor diversidad alfa que valores pequeños de q, porque al aumentar q aumenta el peso efectivo dado a las especies con mayor abundancia proporcional y a las subunidades con menor diversidad de especies.

## Ejemplos
La diversidad alfa puede calcularse tanto en paisajes extinguidos como existentes.

### Ejemplos de estudios de diversidad de alfa extintos
- La supervivencia de las comunidades de anfibios y reptiles durante la extinción masiva del Pérmico-Triásico.[14]
- La reorganización de las comunidades marinas bentónicas del Ordovícico.[15]

### Ejemplos de estudios existentes sobre la diversidad alfa
- Gran diversidad de árboles en toda la selva amazónica de Ecuador.[16]